# 325 هـ
325 هـ هي سنة في التقويم الهجري امتدت مقابلةً في التقويم الميلادي بين سنتي 936 و937.

## أحداث
- البدء ببناء مدينة الزهراء قرب قرطبة في الأندلس بأمر من الخليفة عبد الرحمن الناصر لدين الله

## مواليد
- أبو الحسن بن رزقويه
- أبو بكر الحيري
- أبو عبد الرحمن السلمي (متصوف)
- خلف بن القاسم

## وفيات
- الشهيد البلخي
- سعيد بن جابرالكلاعي
- فرات بن إبراهيم الكوفي
- مكي بن عبدان
- يحيى بن ذي النون

- أبو مزاحم الخاقاني